# باندیگو فادیگا
باندیگو فادیگا (زاده ۱۵ ژانویه ۲۰۰۱) یک بازیکن فوتبال اهل فرانسه است که هم اکنون برای باشگاه فوتبال لوریان بازی می‌کند.
او در اولین فصل حضورش در باشگاه فوتبال المپیاکوس قهرمان سوپر لیگ فوتبال یونان شد.

## افتخارات
المپیاکوس
- سوپر لیگ فوتبال یونان (۱): ۲۲–۲۰۲۱